# Sandefjord
Sandefjord és un municipi situat al comtat de Vestfold, Noruega. Té 45.820 habitants (2016) i la seva superfície és de 121,22 km². El centre administratiu del municipi és el poble homònim.